# Franz Schmidberger
P. Franz Schmidberger FSSPX (* 19. října 1946 v Riedlingenu, Bádensku-Württembersku) je německý katolický kněz, zakladatel a od roku 2013 ředitel a regent Mezinárodního kněžského semináře Srdce Ježíšova v Zaitzkofenu. Byl druhým generálním představeným Kněžského bratrstva sv. Pia X. (1982–1994).
| 2. generální představený FSSPX | 2. generální představený FSSPX | 2. generální představený FSSPX |
| ------------------------------ | ------------------------------ | ------------------------------ |
| Předchůdce: Marcel Lefebvre    | 1982–1994 Franz Schmidberger   | Nástupce: Bernard Fellay       |